# Poopdeck Pappy
Poopdeck Pappy is een stripfiguur bedacht door Elzie Segar in 1936 voor de stripreeks Thimble Theatre uitgegeven door King Features Syndicate. De strips werden later hernoemd naar Popeye. Poopdeck Pappy is de 99-jarige vader van Popeye. Poopdeck Pappy komt ook voor in de Popeye-tekenfilms.

## Achtergrond

### Strips
In de stripboeken verscheen Pappy het eerst in 1936 niet lang nadat Eugene the Jeep werd geïntroduceerd. Popeye gebruikte Eugene, die bovennatuurlijke krachten bezit, om zijn vader op te sporen. Er werd een expeditie opgezet naar Barnacle Island waarbij Toar en Olijfje hen vergezelden. De zoektocht is een succes, alleen dat Poopdeck niet al te dankbaar was omdat hij familie haat. Desondanks gaat hij toch mee naar Sweet Heaven, de woonplaats van Popeye. Hij brengt ook enkele zeemeerminnen mee.

### Tekenfilms
In de tekenfilms maakt Poopdeck Pappy zijn debuut in de aflevering "Goonland" uit 1938. Hier wordt onthuld dat Popeye een verloren vader heeft die wordt vastgehouden door de Goons. Popeye vindt zijn vader in de gevangenis, maar deze laatste wil niet aannemen dat Popeye zijn zoon is. Dit verandert wanneer Popeye aan de gevangenis wordt overmeesterd door de Goons waarbij hij ook zijn blik spinazie verliest. De Goons willen Popeye doden door een groot rotsblok op hem te laten vallen. Dan beseft Poopdeck dat hij zijn enig kind moet redden. Hij eet de spinazie op, breekt uit de gevangenis, bevrijdt Popeye en gaat in gevecht met de Goons. Uit latere afleveringen blijkt dat Poopdeck in de tekenfilms 85 jaar oud is en dat Popeye ook nog een grootmoeder Granny heeft.

### Speelfilm
In de speelfilm Popeye uit 1980 is Poopdeck Pappy de havenmeester van Sweet Heaven. De film start rond het tijdstip waar Popeye het eiland de eerste keer bezoekt. Poopdeck Pappy wordt ontvoerd door Bluto. Popeye herkent zijn vader en besluit om hem te redden. Eenmaal gered is Poopdeck Pappy in eerste instantie niet blij omdat hij familie haat.

### Popeye's Voyage: The Quest for Pappy
In Popeye's Voyage: The Quest for Pappy gaat Popeye op zoek naar zijn vader die al jaren vermist is. Uit deze film blijkt dat Pappy wel moest vertrekken zodat Sea Hag Popeye nooit zou vinden aangezien deze laatste een uitverkorene is.